# Успенський сільський округ (Бурлінський район)
Успе́нський сільський округ (каз. Успен ауылдық округі, рос. Успенский сельский округ) — адміністративна одиниця у складі Бурлінського району Західноказахстанської області Казахстану. Адміністративний центр — село Успенка.
Населення — 851 особа (2021; 883 у 2009, 1325 у 1999, 2109  у 1989).
Станом на 1989 рік існувала Успенська сільська рада (села Алга, Жанаталап, Каракемер, Успенка). Пізніше село Алга передане до складу Березовського сільського округу.

## Склад
До складу округу входять такі населені пункти:
| Населений пункт  | Старі назви | Населення, осіб (1989) | Населення, осіб (1999) | Населення, осіб (2009) | Населення, осіб (2021) |
| ---------------- | ----------- | ---------------------- | ---------------------- | ---------------------- | ---------------------- |
| Жанаталап, село  | -           | 594                    | 433                    | 439                    | 435                    |
| Каракемпір, село | Каракемер   | 230                    | 122                    | 2                      | 4                      |
| Успенка, село    | -           | 1285                   | 770                    | 442                    | 412                    |